# بار یو رنچ
بار یو رنچ (انگلیسی: Bar U Ranch) یک سایت تاریخی ملی واقع در نزدیکی لانگووی، آلبرتا، یک مزرعه حفاظت شده‌است که برای ۷۰ سال یکی از مهمترین عملیات پرورش دام در کانادا بود.